# Xiuyu
Xiuyu är ett stadsdistrikt i staden Putian i provinsen Fujian i sydöstra Kina.
En stor del av Putians kustområde är belägen i distriktet. Den vackra ön Meizhou Dao i Xiuyu anses vara gudinnan Mazus födelseplats.
Wuqiu-öarna, som ligger strax utanför Putians kust, kontrolleras av Republiken Kinas regering på Taiwan och administreras därifrån som en del av Kinmens härad. Folkrepubliken Kinas regering, som gör anspråk på Taiwan, hävdar dock officiellt att öarna hör till Xiuyu.

## Administrativ indelning
Xiuyu är indelat i elva köpingar (zhen):
- Daitou (埭头镇)
- Dongjiao (东峤镇)
- Dongpu (东埔镇)
- Dongzhuang (东庄镇)
- Hushi (笏石镇)
- Meizhou (湄洲镇)
- Nanri (南日镇)
- Pinghai (平海镇)
- Shanting (山亭镇)
- Yuetang (月塘镇)
- Zhongmen (忠门镇)